# George Paget, 7. Marquess of Anglesey
George Charles Henry Victor Paget, 7. Marquess of Anglesey DL, FSA, FRHistS, FRSL (* 8. Oktober 1922; † 13. Juli 2013), bis 1947 unter dem Höflichkeitstitel Earl of Uxbridge bekannt, war ein britischer Peer und Politiker, der auch als Militärhistoriker und -autor bekannt wurde.

## Leben und Karriere
Paget wurde als Sohn von Charles Paget, 6. Marquess of Anglesey und Lady Victoria Manners geboren.
Seine Paten waren George V. und Maria von Teck. Er war der Bruder von Lady Rose McLaren und Neffe von Lady Diana Cooper.
Er besuchte das Eton College. Im Dienst der Blues and Royals erreichte er den Rang eines Majors und diente im Zweiten Weltkrieg.
Bis er den Titel des Vaters erbte, führte er den Höflichkeitstitel des Earl of Uxbridge.
1960 war er Deputy Lieutenant von Anglesey, von 1960 bis 1983 Vice-Lieutenant von Anglesey und von 1983 bis 1989 Lord Lieutenant von Gwynedd. Er ist Ehrenpräsident der Crimean War Research Society.
Auch war er Autor mehrerer Bücher. Er schrieb The Capel Letters 1814–1817 (1955), One Leg: The Life and Letters of 1st Marquess of Anglesey (1961), Sergeant Pearman’s Memoirs (1968) und A History of the British Cavalry, Volumes I-VIII. In diesen beschrieb er die Geschichte der britischen Kavallerie.
Paget gehörte der Hereditary Peerage Association an. Bis zu seinem Tod bewohnte er Plas Newydd auf Anglesey.

## Mitgliedschaft im House of Lords
Nach dem Tod des Vaters 1947 erbte er den Titel des Marquess of Anglesey und den damals damit verbundenen Sitz im House of Lords. Dort saß er als Crossbencher. 
Seinen Sitz verlor er durch den House of Lords Act 1999. Für einen der verbleibenden Sitze hatte er sich nicht zur Wahl aufgestellt. Im Register of Hereditary Peers, die für eine Nachwahl zur Verfügung stehen, war er nicht verzeichnet.

## Ehrungen
1951 wurde Paget Fellow der Society of Antiquaries of London (FSA). Dies wurde er auch bei der Royal Historical Society (FRHistS) und der Royal Society of Literature (FRSL).

## Familie
Paget heiratete am 16. Oktober 1948 Elizabeth Shirley Vaughan Morgan (1924–2017). Zusammen hatten sie fünf Kinder: 
- Lady Henrietta Charlotte Eiluned Paget (* 31. Juli 1949)
- Charles Alexander Vaughan Paget (* 13. November 1950), später 8. Marquess of Anglesey
- Lady Elizabeth Sophia Rhiannon Paget (* 14. Mai 1954)
- Lord Rupert Edward Llewellyn Paget (* 21. Juli 1957)
- Lady Amelia Myfanwy Polly Paget (* 12. September 1963)

## Veröffentlichungen
- The Capel Letters 1814–1817, Jonathan Cape Ltd, 1955, ISBN unbekannt
- One Leg: The Life and Letters of 1st Marquess of Anglesey, Jonathan Cape Ltd, 1961, ISBN 978-0224600095
- Sergeant Pearman’s Memoirs, Jonathan Cape Ltd, 1968, ISBN 978-0224614665
- A History of the British Cavalry: 1815–1994, Volume I: 1816–50 Volume 1, Pen & Sword Books, 1993, ISBN 978-0850521122
- A History of the British Cavalry: 1851–1871, Volume II: 002, Pen & Sword Books, 1975, ISBN 978-0850521740
- A History of the British Cavalry: 1872–1898, Volume III: 3, Pen & Sword Books, 1983, ISBN 978-0436273278
- A History of the British Cavalry: 1899–1913, Volume IV: 004, Pen & Sword Books, 1986, ISBN 978-0436273216
- A History of the British Cavalry: 1914–1919, Volume V: 005, Pen & Sword Books, 1994, ISBN 978-0850523959
- A History of the British Cavalry: 1914–1918, Mesopotamia, Volume VI: 6, Pen & Sword Books, 1995, ISBN 978-0850524338
- A History of the British Cavalry: The Western Front 1915–1918; Epilogue 1919–1929, Volume VIII: v. 8, Pen & Sword Books, 1995, ISBN 978-0850524673
- A History of the British Cavalry, Volume VIII, Pen & Sword Books, 1995, ISBN 978-0850524673
- All the Queen’s Horses: The Art of Lynne Gleason, Fowey Rare Books, 1998, ISBN 978-1899526857 (mit Lynne Gleason)